# NGC 4141
NGC 4141 (również PGC 38669 lub UGC 7147) – galaktyka spiralna z poprzeczką (SBc), znajdująca się w gwiazdozbiorze Wielkiej Niedźwiedzicy. Odkrył ją William Herschel 17 kwietnia 1789 roku.
W galaktyce tej zaobserwowano supernowe SN 2008X i SN 2009E.